# Enoch Mgijima
Enoch Mgijima est une municipalité locale située dans le district de Chris Hani, dans la province du Cap oriental, en Afrique du Sud. Son siège est Queenstown. En 2011, sa population est de 245 975 habitants.

## Historique
La municipalité d'Enoch Mgijima fut établie en aout 2016 par l'amalgamation des anciennes municipalités de Tsolwana (Tarkastad), d'Inkwanca (Molteno) et de Lukhanji (Queenstown).

## Liste des maires
- Lindiwe Gunuza-Nkwentsha (ANC) : 2016-2018
- Nokuzola Gladys Sisisi Tolashe (ANC) : février 2018 - 2019
- Sibusiso Mvana (ANC) : mai - juillet 2019
- Luleka Gubula (ANC) : juillet 2019-novembre 2021
- Thembeka Bunu (ANC) : novembre 2021-décembre 2022
- Madoda Papiyana (ANC) : décembre 2022 -

## Source
- (en) Cet article est partiellement ou en totalité issu de l’article de Wikipédia en anglais intitulé « Enoch Mgijima Local Municipality » (voir la liste des auteurs).